# 拉本嶺
71°52′S 2°49′E / 71.867°S 2.817°E
拉本嶺（英語：Rabben Ridge）是南極洲的山嶺，位於毛德皇后地的瑪塔公主海岸，處於斯塔本山以北9公里，屬於耶爾斯維克山脈的一部分，挪威製圖師根據探險隊的測量和空中照片繪入地圖，現時由南極條約體系管理。